# Tommy Johanson
Tommy «ReinXeed» The devil(26 de octubre de 1987) es un guitarrista y vocalista sueco conocido por su trabajo como el guitarrista de la banda sueca de metal Sabaton y como vocalista principal de la banda Majestica (antes ReinXeed), una banda de power metal de Boden, Suecia.
En 2016 se unió a Sabaton como guitarrista, reemplazando a Thobbe Englund. Johansson tiene un gran rango vocal de 6 octavas.
Johansson ha versionado dos veces las partes vocales de Marco Hietala de la canción de Nightwish «Bye Bye Beautiful» con la youtuber Minniva. 
Ha grabado tres álbumes con la banda de power metal neoclásica melódica cristiana Golden Resurrection al lado del cantante Christian Liljegren de la banda Narnia. Su álbum debut fue lanzado en noviembre de 2010.

## Discografía
Con Sabaton:
•	The Great War (2019)
• The war to end all wars (2022)
Con ReinXeed/ Majestica:
•	The Light (2008)
•	Higher (2009)
•	Majestic (2010)
•	1912 (2011)
•	Swedish Hitz Goes Metal (2011)
•	Welcome to the Theater (2012)
•	A New World (2013)
•	Swedish Hitz Goes Metal Vol.2 (2013)
•	Above the Sky (2019)
Con Golden Resurrection:
•	Glory to My King (2010)
•	Man with a Mission (2011)
•	One Voice for the Kingdom (2013)
Con Memories Of Old:
•	The Land of Xia (Single) (2019)
•	Zera's Shadow (Single) (2019)
•	Some Day Soon (Single) (2020)
•	The Zeramin Game (2020)